# Frida Blohm
Frida Blohm (født 8. november 1993 i Stockholm) er en svensk håndboldspiller, der spiller for GT Söder. Hun kom til klubben i 2019 Hun har tidligere spillet for svenske Gustavbergs HF, Spårvägens HF,  SønderjyskE Håndbold, Lyngby & Tyresö Handboll .
Hun er storesøster til den svenske landsholds- og Győr-spiller Linn Blohm.